# Qinhuai (district)
Qinhuai is een district in het centrum van Nanjing, de hoofdstad van de Chinese provincie Jiangsu. Het district wordt doorkruist door de gelijknamige rivier.
Het uitgaansgebied van Qinhuai staat bekend om zijn traditionele Chinese architectuur. Bezienswaardigheden zijn de Confuciustempel (Fuzimiao), het presidentieel paleis en het in de jaren twintig opgetrokken "Hotel Centre".

## Fotogalerij

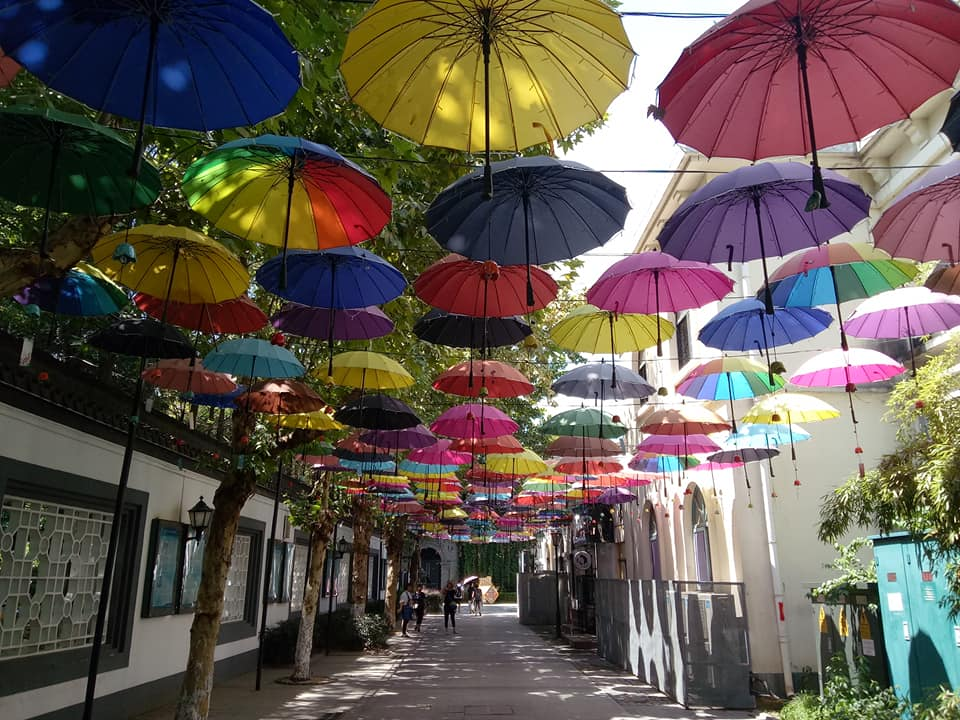
Chinese paraplus in een doorkijkje in 1912, Qinhuai, Nanjing.
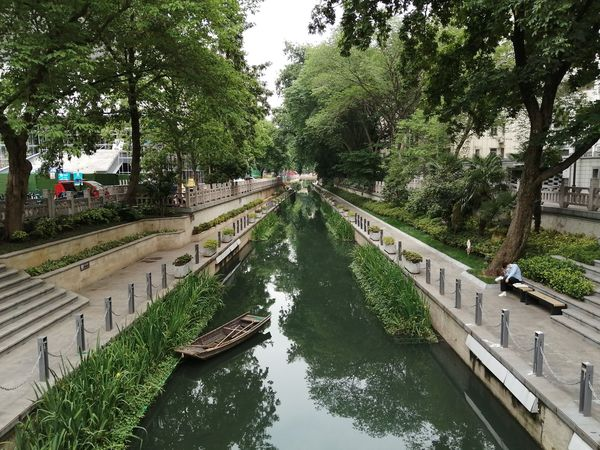
Qinhuai Rivier.
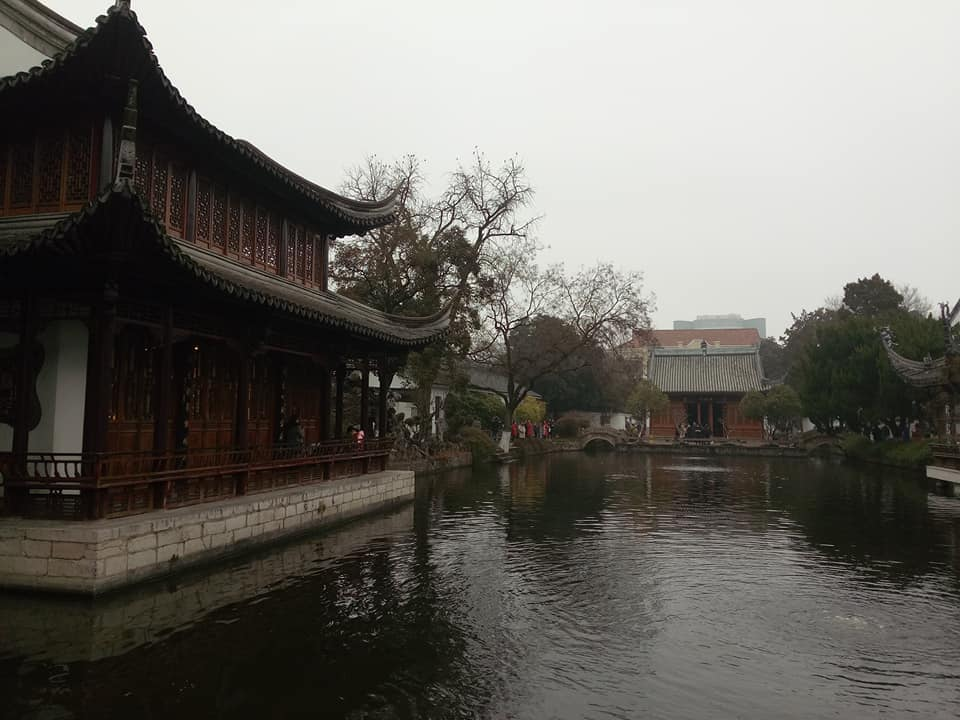
Presidentieel Paleis, Nanjing.
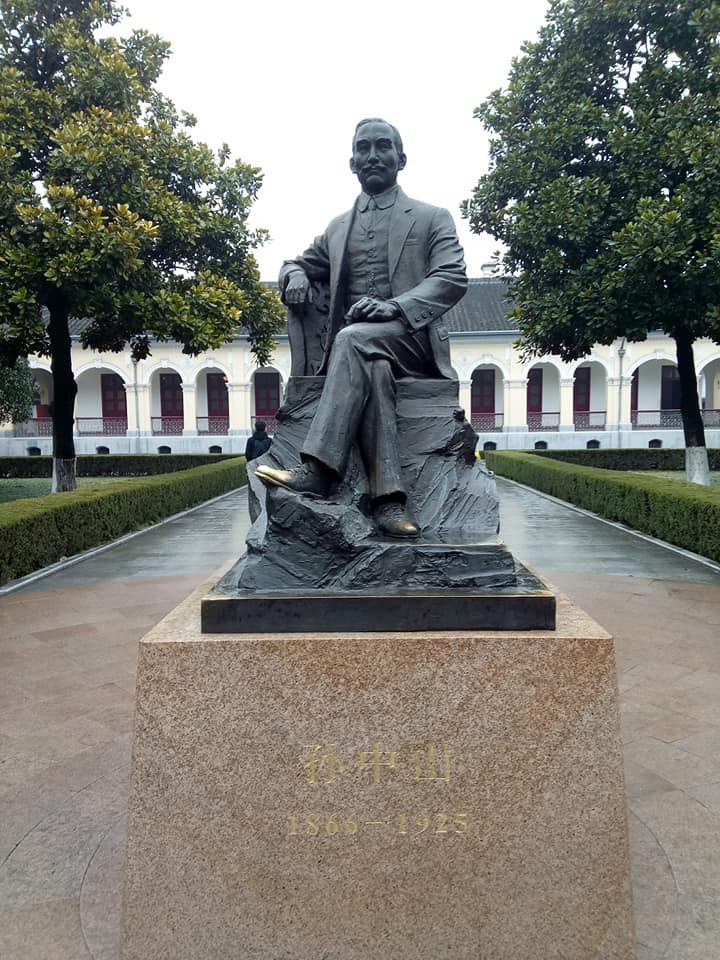
Staatsman & revolutionair Sun Yat Sen speelde een belangrijke rol in de historie van Nanjing. Hij ligt hier ook begraven (Purple Mountain).
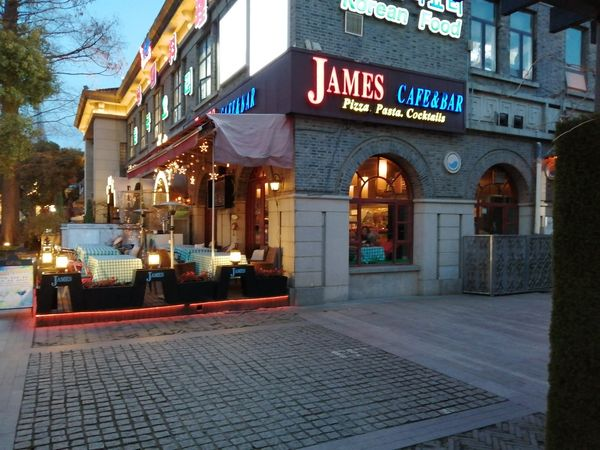
1912 uitgaansgebied met uitkijk op de expat bar James in Qinhuai district, Nanjing.